# Johann Georg Faust

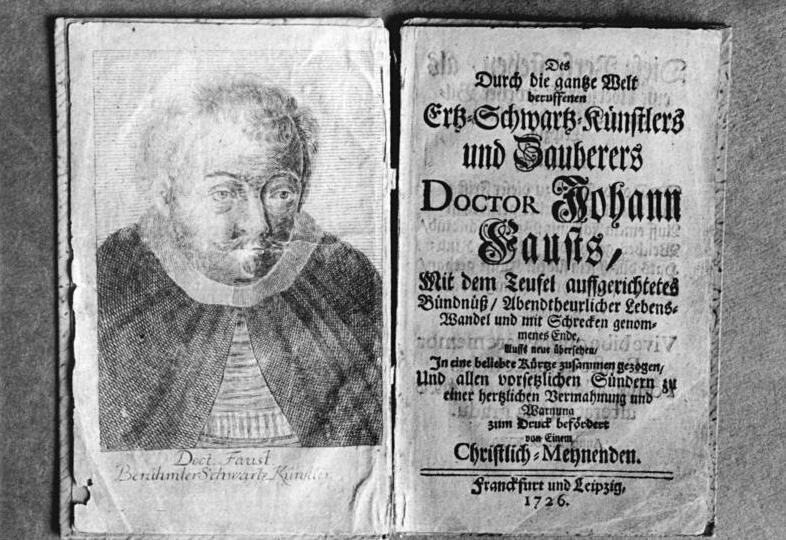
Johann Faust, wie man ihn sich um 1726 vorstellte. Tatsächlich ist über sein Aussehen nichts bekannt.

Johann Georg Faust, auch Georg Faust, (* wahrscheinlich um 1480 in Knittlingen, in verschiedenen Quellen werden auch Simmern, Roda und Salzwedel genannt; † um 1541 in oder bei Staufen im Breisgau) war ein wandernder Wunderheiler, Alchemist, Magier, Astrologe und Wahrsager.
Sein Leben gilt als historische Vorlage des Fauststoffes, und somit auch der bekannten Werke von Johann Wolfgang von Goethe: Faust I und Faust II. In allen Zeugnissen über Faust, die zu seinen Lebzeiten niedergeschrieben wurden, erscheint der historische Faust immer mit dem Vornamen Georg oder Jörg. Von einem Johann Faust wird erst mehr als zwei Jahrzehnte nach seinem Tod geschrieben, weil er selbst wohl den häufig verwendeten ersten Vornamen Johann aussparte. Aus Berichten über Faust entstand in Verbindung mit älteren Magiergeschichten die in vielen literarischen und musikalischen Werken verarbeitete Faust-Sage.

## Herkunft aus Knittlingen oder Helmstadt

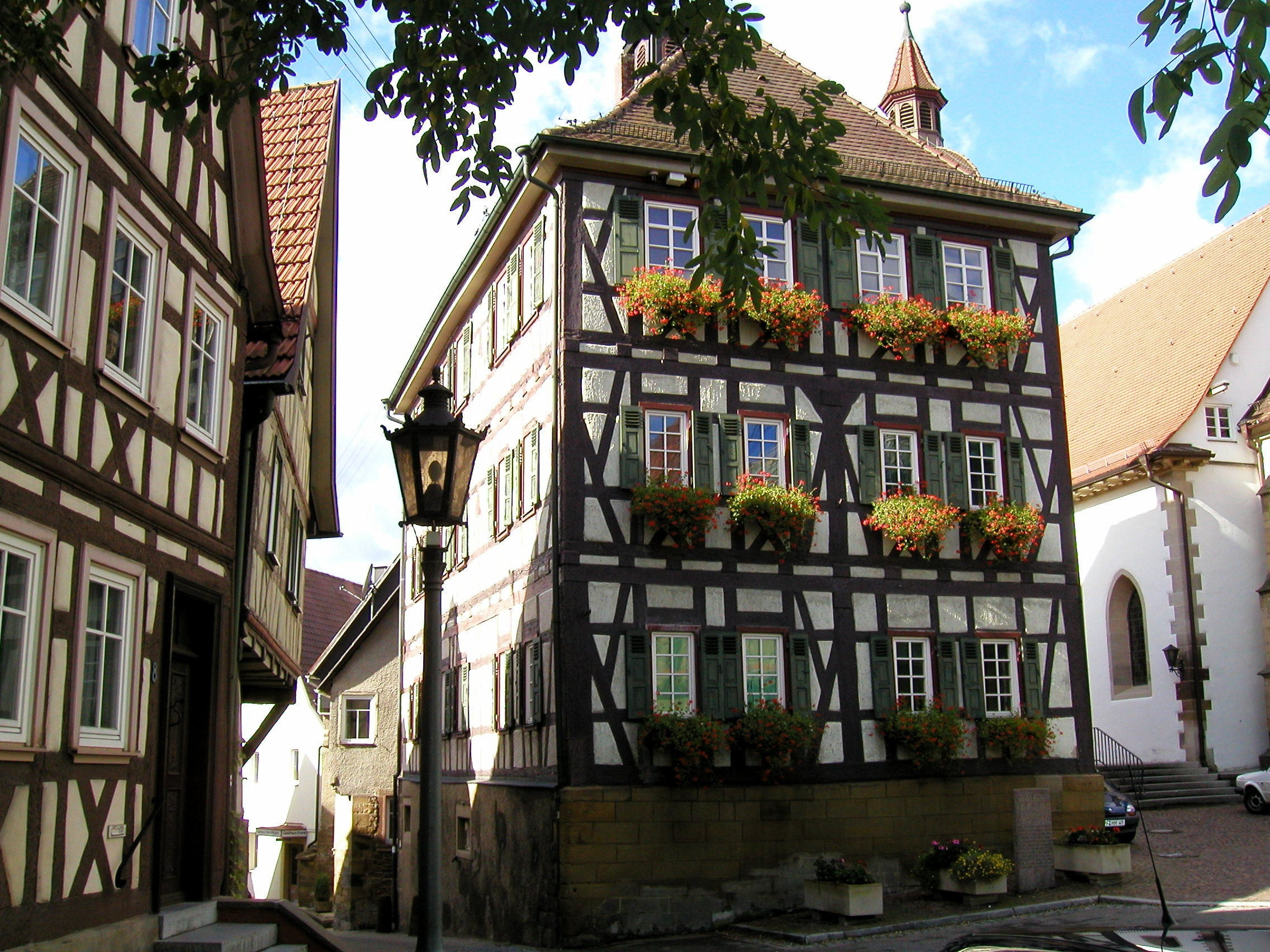
Faust-Museum im Knittlinger Alten Rathaus

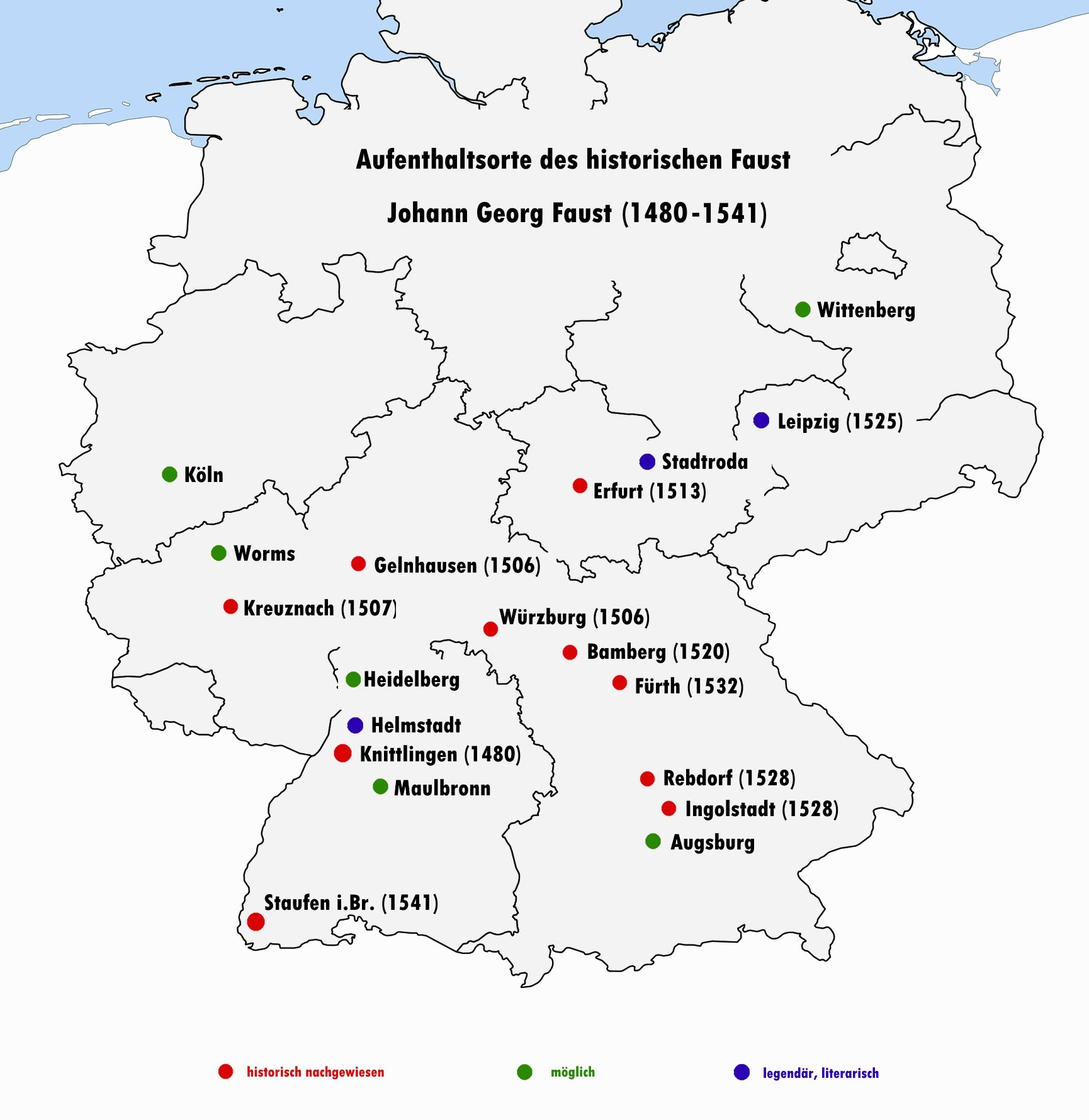
Aufenthaltsorte von Johann Georg Faust

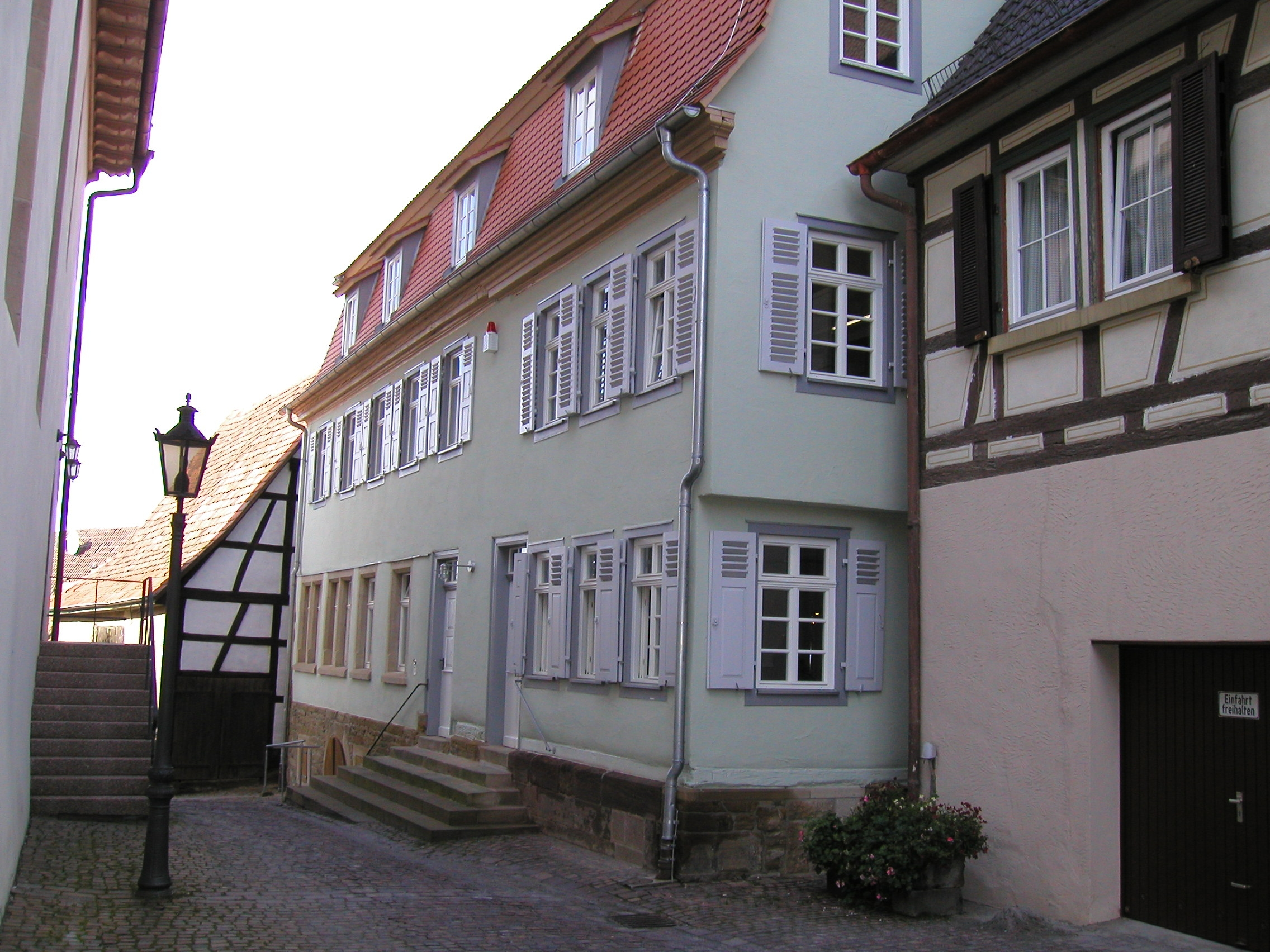
Faust-Archiv in der Alten Lateinschule, Knittlingen

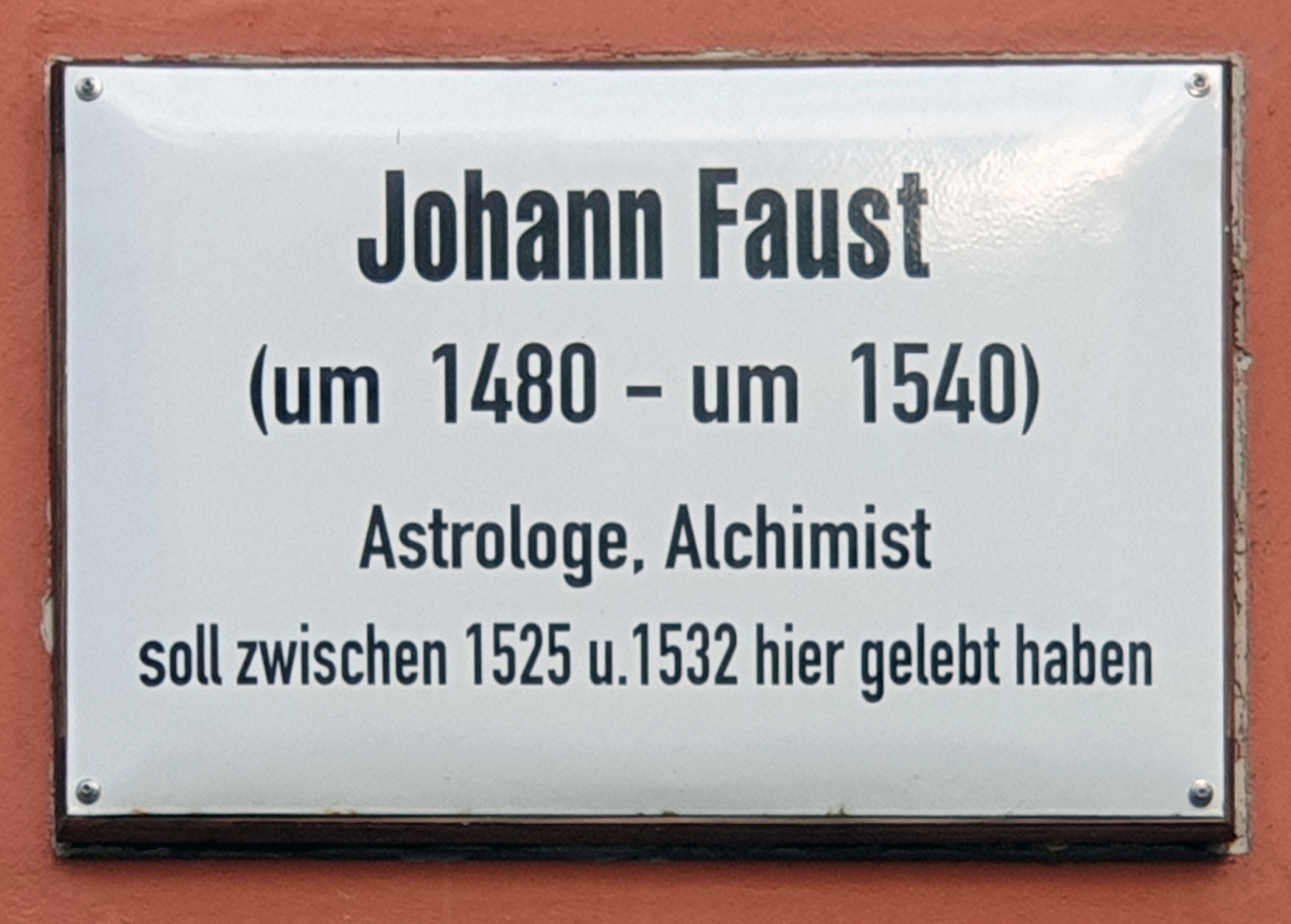
Gedenktafel am Haus, Collegienstraße 31, in Wittenberg

Faustus ist ein lateinischer Gelehrtenname, der in der Zeit der Renaissance üblich war. Faustus bedeutet „der Glückliche“. Der Namensträger wollte sich damit als glücklich und glückbringend sowie humanistisch gebildet darstellen. In Knittlingen ist Faust allerdings auch als Familienname 1546–1566 durch die Maulbronner Musterungslisten verbürgt. Zum historischen Faust sind nur neun zeitgenössische Quellen bekannt, die überwiegend „Georg“ als Vornamen angeben. Diese enthalten größtenteils auch nur wenige und von den jeweiligen Autoren subjektiv eingefärbte Informationen. Der Geburtsort Fausts ist umstritten. Neben dem baden-württembergischen Knittlingen wird auch Helmstadt bei Heidelberg genannt. Das thüringische Roda spielt als Geburtsort nur in der Faust-Sage eine Rolle.
In Knittlingen, das bis 1504 zur Pfalz gehörte, befinden sich heute ein umfangreiches Faust-Museum und Faust-Archiv. Das umstrittene historische Dokument für Knittlingen als Geburtsort Fausts ist die Abschrift der Urkunde eines Immobilienkaufs im Jahr 1542. Diese handschriftliche Abschrift wurde von dem Lehrer Karl Weisert 1934 mit einem Bleistift gefertigt. Das Original ist während des Zweiten Weltkriegs verbrannt. Die Richtigkeit der Abschrift Weiserts wurde am 3. März 1934 vom damaligen Bürgermeister Lehner mit Unterschrift und Stempel bestätigt. Danach bezeichnet ein Knittlinger Kaufbrief das Haus neben der heutigen Stadtkirche als das Gebäude „allwo Fausten born“:

„Wohnbehausung des Frühmessers vnd Hofraytin samt Keller und übrig zugehord, alles an und beyeinand rechter hand uf dem berg neben der Cappel, eynseit des Jörgen Gerlachen seelig behausung, allwo Fausten born, auch neben der Wagenhüttin und beym kleinen gestaffelten Wandelgäßlen […] zu eynem uffrechten, steten, vesten vnd ewigen Kaufs verkauft.“

Außerdem zitierte der aus Ansbach gebürtige Johannes Manlius im Jahr 1563 eine Äußerung seines Wittenberger Lehrers Philipp Melanchthon, er habe den Knittlinger Faust gekannt:

„Ich hab einen gekennet / mit nammen Faustus von Kundling (ist ein kleines stettlein / nicht weit von meinem Vatterland) derselbige da er zu Crockaw in die Schul gieng / da hatte er die Zauberey gelernet / wie man sie dann vor zeiten an dem ort sehr gebraucht / auch öffentlich solche kunst geleeret hat. Er gieng hin und wider allenthalben / und sagte viel verborgene ding.“

Melanchthon stammte aus dem fünf Kilometer entfernten Bretten. In einem Protokoll der Stadt Ingolstadt aus dem Jahr 1528 ist von einem „Dr. Jörg Faustus von Haidlberg“ die Rede. In dem Wettertagebuch des Rebdorfer Priors Kilian Leib wird ein „Georgius Faustus helmstet.“ genannt. Das abgekürzte Wort „helmstet.“ hat die These vom „Georg Helmstetter“ hervorgebracht, der sich nur im selbstgewählten Beinamen Faustus genannt hätte. Tatsächlich immatrikulierte sich im Januar 1483 an der Universität Heidelberg ein Georgius Helmstetter dioc. Warmaciensis, der am 1. März 1487 zum Lizentiaten promoviert wurde und sich bis zum Frühjahr 1489 in Heidelberg aufhielt. Der Name Faustus ist aber nirgendwo in den Registern mit dem Namen Georgius Helmstetter verbunden. Unberücksichtigt bleibt bei diesen Spekulationen außerdem, dass „Faust wie ein Großteil der damaligen Knittlinger Bevölkerung wohl als Helmstädter Leibeigener geboren worden war und daß er leicht in Erfahrung bringen konnte, daß im Raum um Rebdorf dieses pfälzische Adelsgeschlecht große Besitzungen und wichtige Ämter innehatte. Wenn er sich dem Prior Kilian Leib als ein „helmstet.“ und zudem als Komtur der Johanniter vorstellte, konnte er auf günstigen Empfang rechnen.“

## Weisheit, Schwarzkunst oder Prahlerei
Faust erschien in vielen Städten im süddeutschen Raum. Er trat als Philosoph, Wunderheiler, Alchemist und Wahrsager auf. Viele sahen in dem als Quacksalber und Storger auftretenden „Magier“ allerdings nur einen Betrüger und Hochstapler. Besondere Anfeindungen erfuhr er von Klerikern. Für die Zeit vor 1506 existieren keine gesicherten Belege für Fausts Wirken. Im Gegensatz zu anderen auch als Magier angesehenen Gelehrten seiner Zeit wie Agrippa von Nettesheim, Trithemius und Paracelsus war er vor allem als Praktiker bekannt.

### Bericht des Trithemius
Belegt ist ein Aufenthalt Fausts im Jahr 1506 in der Nähe von Gelnhausen. Davon berichtet ein im Jahr 1507 verfasster Brief des Abtes Johannes Trithemius an Johann Virdung, worin Trithemius, ein wie Faust, Agrippa und Paracelsus auch als Magier geltender Gelehrter, sich abfällig über Faust äußert. Das handschriftliche Original befindet sich in der Vatikanischen Bibliothek. Es handelt sich um die erste, längste und folgenreichste zeitgenössische Quelle. Der Mann nannte sich, mit Titel, nach Trithemius: „Magister Georgius Sabellicus, Faustus iunior. fons necromanticorum, astrologus, magus secundus, chiromanticus, agromanticus, pyromanticus, in hydra arte secundus“.

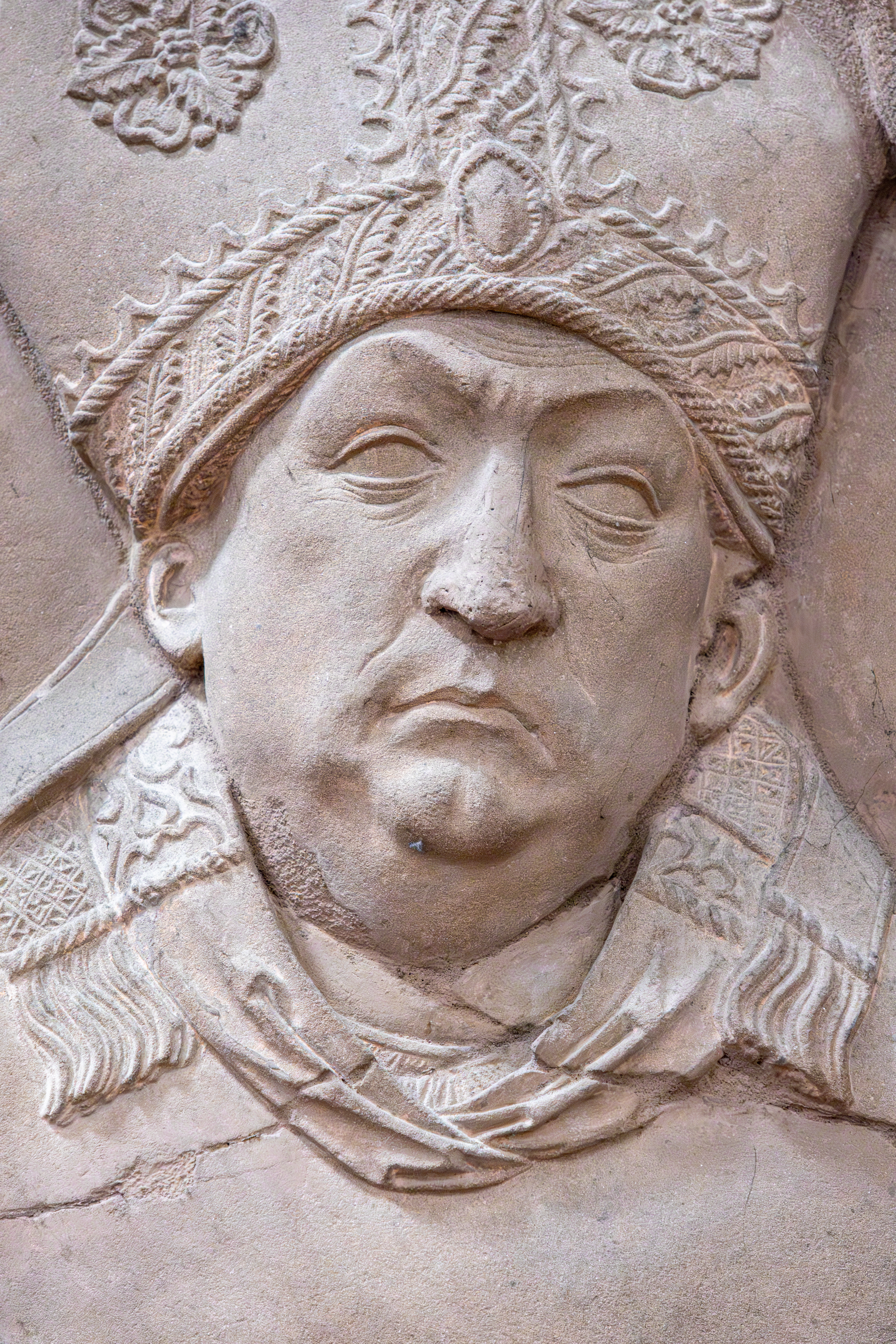
Johannes Trithemius war Verfasser eines Werks gegen das Zauberwesen (Antipalus maleficiorum)

„Als ich im vorigen Jahre aus der Mark Brandenburg zurückkehrte, traf ich diesen Menschen [Faust] in der Nähe der Stadt Gelnhausen an, woselbst man mir in der Herberge viele von ihm mit großer Frechheit ausgeführte Nichtsnutzigkeiten erzählte. Als er von meiner Anwesenheit hörte, floh er alsbald aus der Herberge und konnte von niemandem überredet werden, sich mir vorzustellen. Wir erinnern uns auch, daß er uns durch einen Bürger die schriftliche Aufzeichnung seiner Torheit, welche er dir gab, überschickte. In jener Stadt erzählten mir Geistliche, er habe in Gegenwart vieler gesagt, daß er ein so großes Wissen und Gedächtnis aller Weisheit erreicht habe, daß, wenn alle Werke von Platon und Aristoteles samt all ihrer Philosophie durchaus aus der Menschen Gedächtnis verloren gegangen wären, er sie wie ein zweiter Hebräer Esra durch sein Genie sämtlich und noch treffender wiederherstellen wolle. Als ich mich später in Speyer befand, kam er nach Würzburg und soll sich in Gegenwart vieler Leute mit gleicher Eitelkeit gerühmt haben, daß die Wunder unseres Erlösers Christi nicht anstaunenswert seien; er könne alles tun, was Christus getan habe, so oft und wann er wolle. In den Fasten dieses Jahres kam er nach Kreuznach, wo er sich in gleicher großsprecherischer Weise ganz gewaltiger Dinge rühmte und sagte, daß er in der Alchemie von allen, die je gewesen, der Vollkommenste sei und wisse und könne, was nur die Leute wünschten. Während dieser Zeit war die Schulmeisterstelle in gedachter Stadt unbesetzt, welche ihm auf Verwendung von Franz von Sickingen, dem Amtmann deines Fürsten, einem nach mystischen Dingen überaus begierigen Manne, übertragen wurde. Aber bald darauf begann er mit Knaben die schändlichste Unzucht zu treiben und entfloh, als die Sache ans Licht kam, der ihm drohenden Strafe.“

### Im Erfurter Wirtshaus
In einem 1513 geschriebenen Brief des Humanisten Mutianus Rufus, der Faust in einer Herberge getroffen hat, wird dieser als „ein bloßer Prahler und Narr“ bezeichnet.

„Vor acht Tagen kam ein Chiromant nach Erfurt, namens Georgius Faustus Helmitheus Hedelbergensis, ein bloßer Prahler und Narr. Seine Kunst, wie die aller Wahrsager, ist eitel, und eine solche Physiognomie ist leichter als eine Wasserspinne. Die Dummen sind voller Bewunderung. Gegen ihn sollten sich die Theologen erheben, statt daß sie den Philosophen Reuchlin zu vernichten suchen. Ich hörte ihn im Wirtshaus schwatzen; ich habe aber seine Anmaßung nicht gestraft; denn was kümmert mich fremde Torheit?“

### Kloster Maulbronn

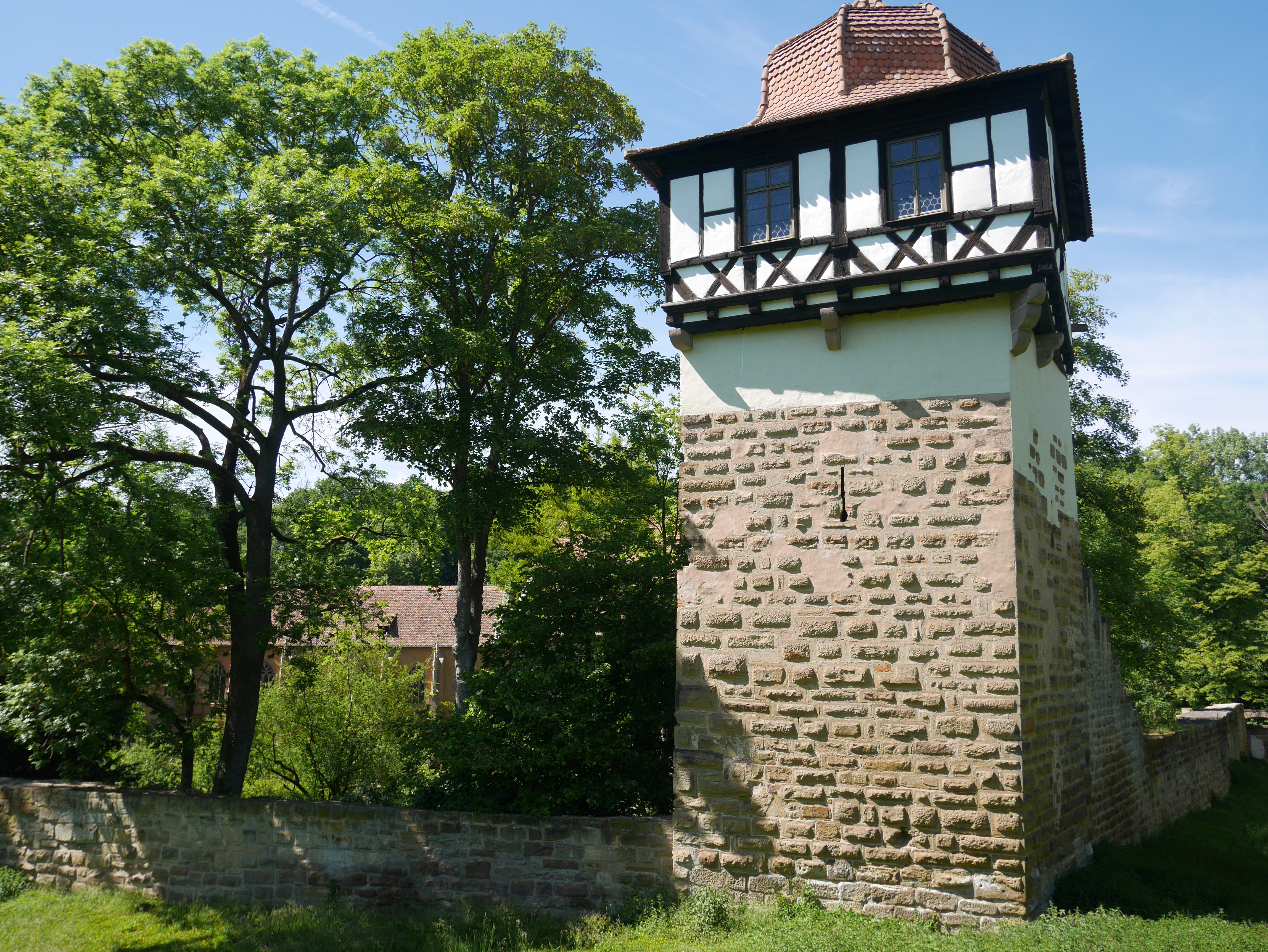
Faustturm Maulbronn Süd

Eine historische Quelle berichtet über den Aufenthalt von Faust im Kloster Maulbronn im Jahre 1516. Johann Entenfuß war zu der Zeit ein baufreudiger Abt. Im Fürstlich Württembergischen Dienerbuch aus dem 17. Jahrhundert berichtet der Archivar Philip Jacob Zeiter: „Johannes Entenfuß de Evisheim […] ist Dr. Fausten deß Zauberers Collega gewesen, welcher diesen Abbte zu Maulbronn besucht.“ Durch die Bautätigkeiten geriet das Kloster in erhebliche finanzielle Schwierigkeiten – und vielleicht hatte Abt Entenfuss deshalb Faust zu Hilfe gerufen. Heute verweist der sogenannte Faustturm an der Südostecke des Klosters auf Doktor Faustus.

### Bamberg, Kloster Rebdorf und Ingolstadt

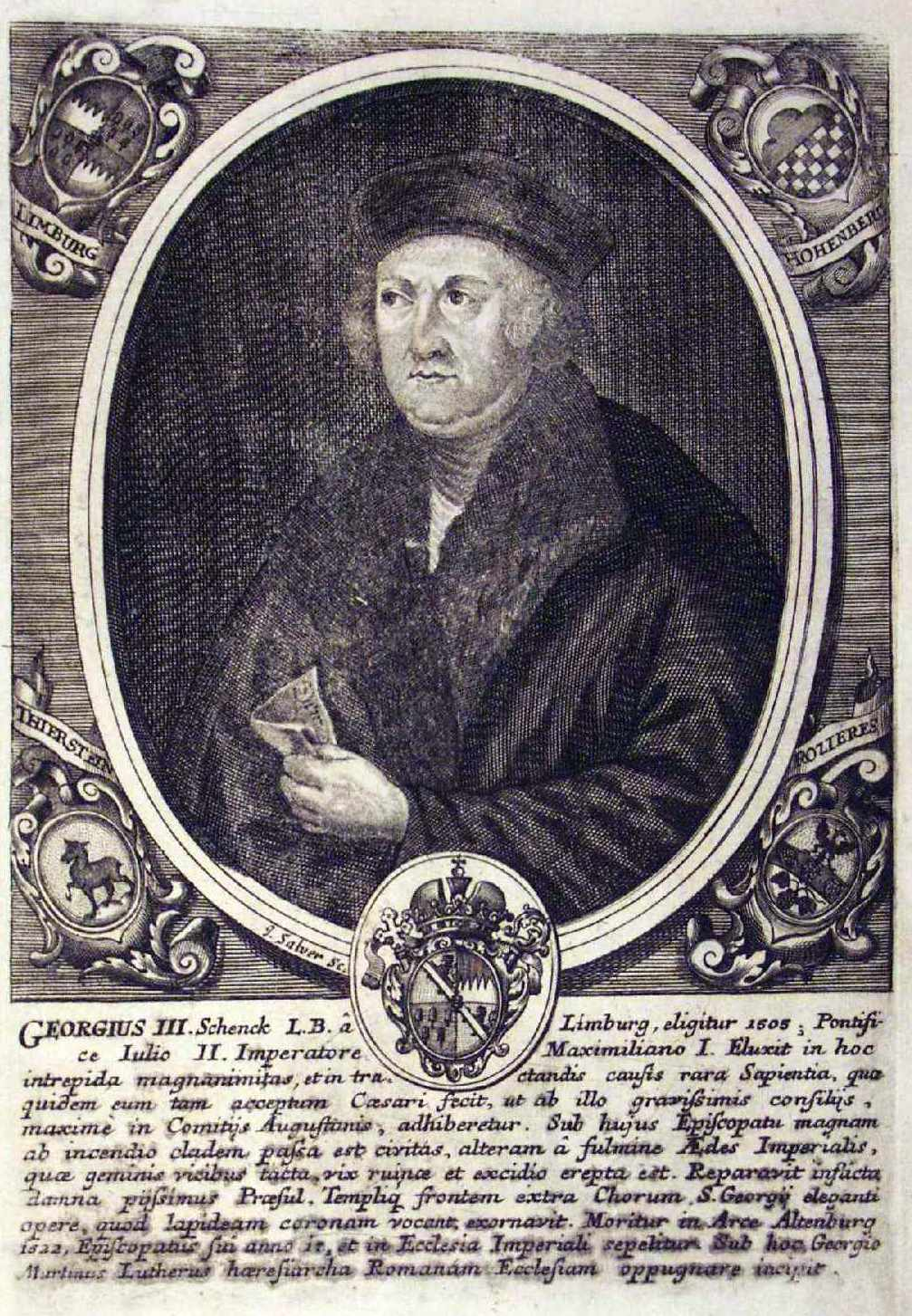
Der Fürstbischof des Hochstifts Bamberg, Georg III., ließ sich von Faust ein Horoskop stellen

Faust war 1520 in Bamberg, um dem Bamberger Fürstbischof Georg III. Schenk von Limpurg ein Horoskop zu erstellen. Dies geht aus einer Hofkammerrechnung des Bischofs hervor, in der es heißt: „Item X guld[en] geben und geschenckt doctor faustus ph[ilosoph]o zuuererung hat m[einem] g[nedigen] herrn ein nativitet [Horoskop] oder Indicium [Geburtshoroskop] gemacht, zalt am Sontag nach stolastice Jussit R[everendissi]mus“.
1528 muss sich Faust im Kloster Rebdorf aufgehalten haben, nahe bei Eichstätt, wie sich aus dem bereits oben erwähnten Wettertagebuch des Priors Kilian Leib ergibt. „Georgius faustus helmstet. sagte am 5. Juni: wenn Sonne und Jupiter im gleichen Grad ein und desselben Sternzeichens stehen, dann werden Propheten geboren (wohl solche wie seinesgleichen). Er versicherte, daß er Kommendator oder Präzeptor einer kleinen Niederlassung der Johanniter im Grenzgebiet Kärntens sei, einem Ort namens Hallestein.“
Im selben Monat besuchte Faust Ingolstadt, von wo er allerdings bereits nach kurzer Zeit wegen seiner Wahrsagerei ausgewiesen wurde. Dazu verzeichnen die Ratsprotokolle der Stadt: „Am Mittwoch nach viti [17. Juni] 1528 ist einem der sich genant Dr. Jörg Faustus von Heidelberg gesagt, dass er seinen Pfennig anderswo verzehre, und hat angelobt, solche Erforderung für die Obrigkeit nicht zu ahnden noch zu äffen.“

### Die 1530er Jahre

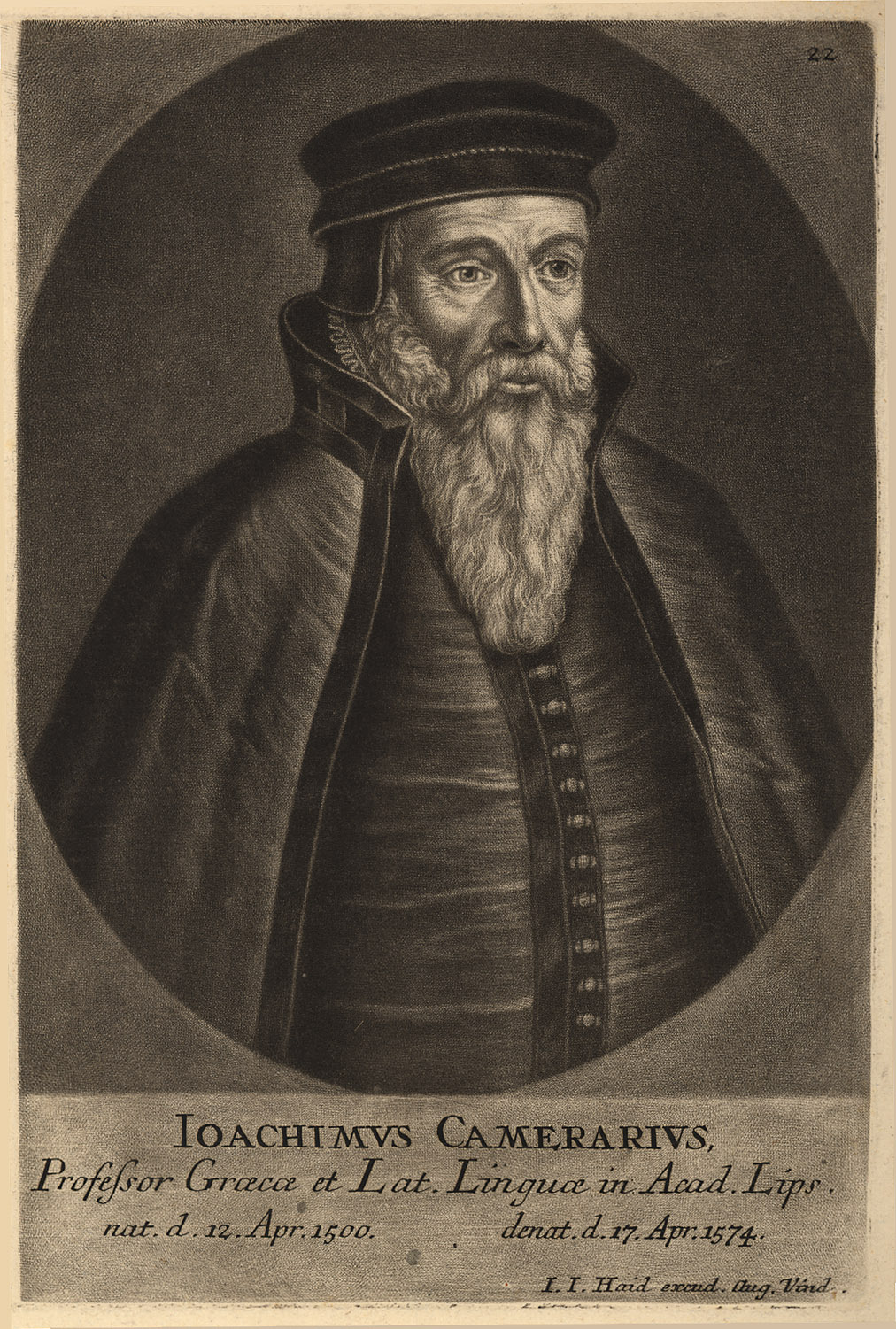
Joachim Camerarius äußerte sich zu Fausts astrologischen Deutungen

Vier Jahre später hielt sich Faust in Nürnberg auf. Dies geht aus der Geleit-Ablehnung des damaligen stellvertretenden Bürgermeisters hervor, welche sich in den Archiven der Stadt befindet. Darin heißt es: „Doctor Fausto, dem grossen Sodomitten und Nigromantico zu furr, glait ablainen. Burg[ermeister] Ju[ni]or.“ Die Waldeckische Chronik von Daniel Prasser berichtet von einem Aufenthalt Fausts in Korbach 1536, insoweit mangelt es aber an bestätigenden Parallelquellen.

Der Tübinger Professor Joachim Camerarius beschrieb Faust 1536 als einen Sterndeuter: 

„Vor den Nonen [diesen Monat, vor kurzem] habe ich eine sehr traurige Nacht verbracht, als Luna im Sternbild der Fische zu Mars in Opposition stand. Dein Faust nämlich veranlasst mich, dass es beliebt, mit dir das zu erörtern; wenn er dich doch lieber ein bisschen von dieser Kunst gelehrt haben möchte, die er mit etwas Wind des nichtigsten Aberglaubens aufgeblasen, oder ich weiß nicht welcher Gaukelei aufrechterhalten haben möchte. Aber was sagt uns jener endlich? Und was noch? Ich weiß nämlich, dass du dich sorgfältig nach allem erkundigt hast. Siegt der Kaiser? So muß es freilich geschehen.“

 Der Wormser Stadtarzt Philipp Begardi äußerte sich 1539 kritisch zu Fausts Heilmethoden.

„Es wirt noch eyn namhafftiger dappferer mann erfunden: ich wolt aber doch seinen namen nit genent haben, so will er auch nit verborgen sein, noch vnbekannt. Dann er ist vor etlichen jaren vast durch alle landtschafft, Fürstenthuomb vnnd Königreich gezogen, seinen namen jederman selbst bekannt gemacht, vnd seine grosse kunst, nit alleyn der arztnei, sonder auch Chiromancei, Nigramancei, Visionomei, Visiones imm Christal, vnd dergleichen mer künst, sich höchlich berümpt. Vnd auch nit alleyn berümpt, sondern sich auch eynen berümpten vnd erfarnen meyster bekant vnnd geschrieben. Hat auch selbs bekant, vnd nit geleugknet, daß er sei, vnnd heyß Faustus, domit sich geschriben Philosophum Philosophorum etc. Wie vil aber mir geklagt haben, daß sie von jm seind betrogen worden, deren ist eyn grosse zal gewesen. Nuon sein verheyssen ware auch groß, wie des Tessali [Wanderarzt im antiken Griechenland]: dergleichen sein rhuom, wie auch des Theophrasti [Paracelsus, 1493–1541]: aber die that, wie ich noch vernimm, vast kleyn vnd betrüglich erfunden: doch hat er sich imm gelt nehmen, oder empfahen – das ich auch recht red – nit gesaumpt, vnd nachmals auch imm abzugk, er hat, wie ich beracht, vil mit den ferßen gesegnet. Aber was soll man nuon darzuothuon, hin ist hin, ich wil es jetzt auch do bei lassen, luog du weiter, was du zuschicken hast.“

### Übergang zur Sage

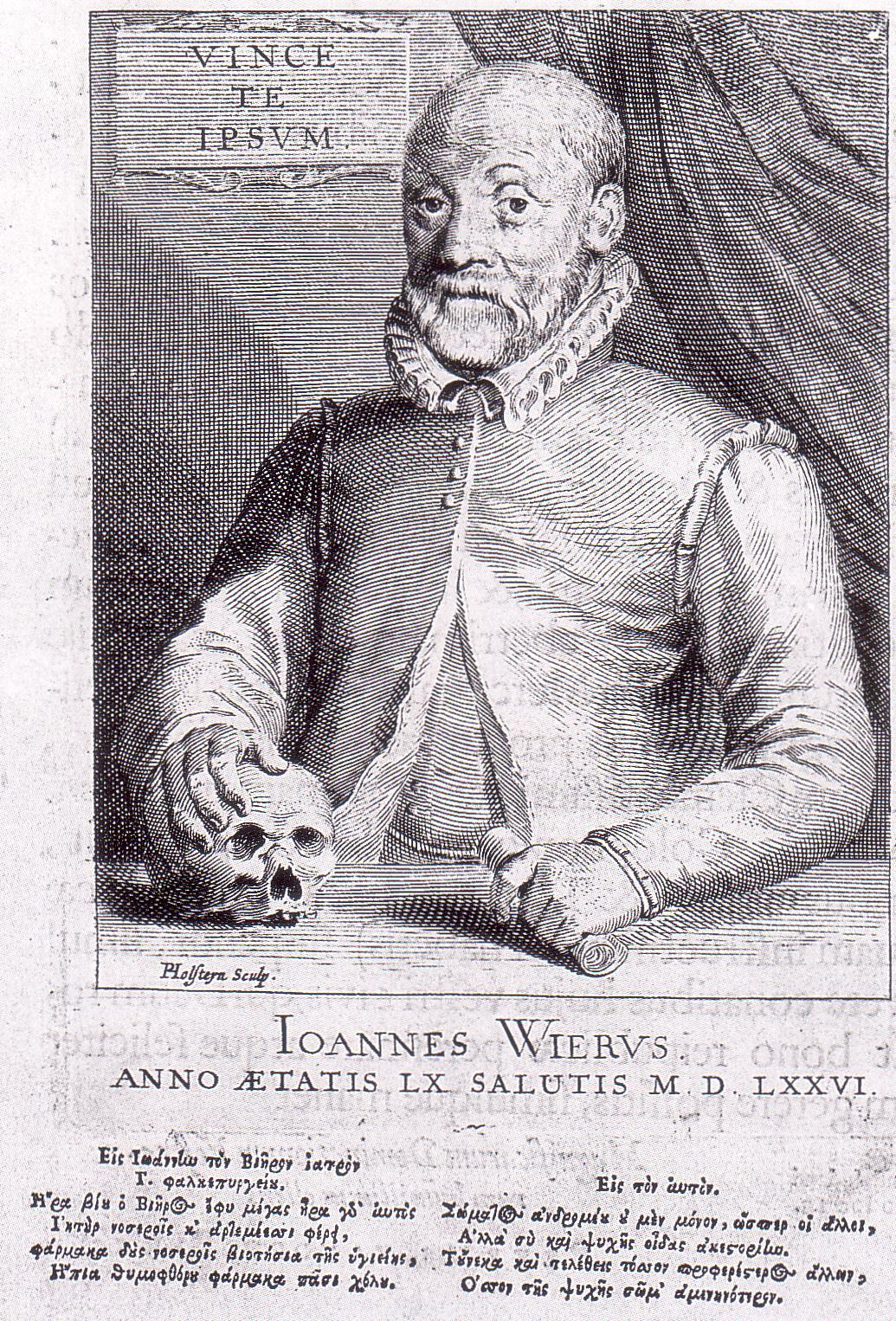
Johann Weyer schilderte die Arsenik-Vergiftung des Kaplans Dorstenius

Das letzte zu Lebzeiten Fausts verfasste Zeugnis ist ein Brief Philipp von Huttens vom 15. Januar 1540, in dem er anerkennend zu einem von Faust gestellten Horoskop anmerkte: „Hie habt ihr von allen Gubernationen ein wenig, damit ihr sehet, daß wir hie in Venezola nicht allein bißher unglücklich gewest sein, diese alle obgemelte Armata verdorben seind jnnerhalb 3. Monathe, vor und nach uns zu Sevilla ausgefahren, daß ich bekennen muß, daß es der Philosophus Faustus schier troffen hat, dann wir ein fast [sehr] bößes Jahr antroffen haben, aber Gott hab Lob ist uns fast unter allen andern am besten gangen.“ Bereits wenige Jahrzehnte nach dem Tod Fausts werden die Berichte über ihn immer abenteuerlicher und bereiten die Wendung zur Sage vor. Aus diesem Zwischenbereich stammt die nicht mehr zu Lebzeiten Fausts niedergeschriebene Schilderung Johann Weyers, eines Schülers Heinrich Cornelius Agrippa von Nettesheims. Er berichtet in dem 1568 veröffentlichten De praestigiis daemonum von einer Inhaftierung Fausts gegen Ende der dreißiger Jahre in Batenburg, einem Teilort der heute niederländischen Gemeinde Wijchen. Faust fand dort im Kaplan Johann Dorstenius einen gefälligen Menschen, der darauf hoffte, er werde ihm magische Künste beibringen. Dorstenius besorgte Faust Wein, und zur Belohnung wurde ihm ein Mittel versprochen, wie er sich den Bart ohne Rasiermesser abnehmen könne. Faust habe ihm empfohlen, den Bart mit Arsenik einzureiben. Dadurch lösten sich bei dem Kaplan jedoch nicht nur die Haare, sondern auch die Haut. Weyer hat die Geschichte angeblich mehrmals von Dorstenius selbst gehört.

## Tod eines Alchemisten

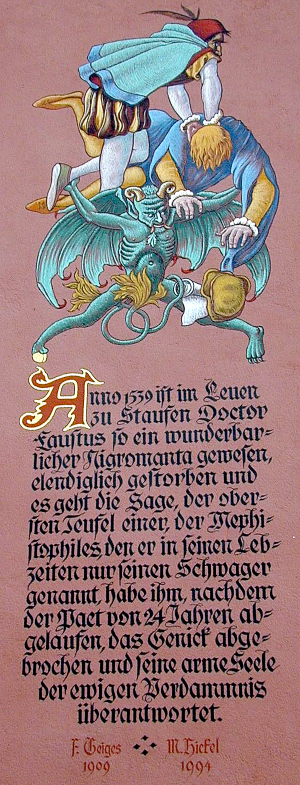
Inschrift am Gasthaus Löwen in Staufen

Fausts Tod wird auf die Jahre 1540/41 datiert. Er soll im Hotel zum Löwen in Staufen im Breisgau bei chemischen Experimenten infolge einer Explosion umgekommen sein. Faust soll versucht haben, Gold herzustellen. Sein Leichnam wurde in „grässlich deformiertem Zustand“ vorgefunden. Man schloss daraus, dass der Teufel höchstpersönlich sich seiner Seele bemächtigt habe. In der Zimmerischen Chronik schrieb Froben Christoph von Zimmern um 1564:

„Es ist auch um die zeit [gemeint ist der Reichstag in Regensburg 1541] der Faustus zu oder doch nit weit von Staufen, dem stetlin im Breisgew, gestorben. Der ist bei seiner zeit ein wunderbarlicher nigromanta gewest, als er bei unsern zeiten hat mögen in deutschen landen erfunden werden, der auch sovil seltzamer hendel gehapt hin und wider, das sein in vil jaren nit leuchtlichen [leichthin] wurt vergessen werden. Ist ain alter mann worden und, wie man sagt, ellengclichen gestorben. Vil haben allerhandt anzeigungen und vermuetungen noch vermaint, der bös gaist, den er in seinen lebzeiten nur sein schwager genannt, hab ine umbbracht. […] Die büecher, die er verlasen, sein dem herren von Staufen, in dessen herrschaft er abgangen, zu handen worden, darumb doch hernach vil leut haben geworben und daran meins erachtens ein sorgclichen und unglückhaftigen schatz und gabe begert. Den münchen zu Lüxhaim im Wassichin hat er ain gespenst in das closter verbannet, desen sie in vil jaren nit haben künden abkommen und sie wunderbarlich hat molestirt [belästigt], allain der ursach, das sie ine einsmals nit haben wellen übernacht behalten, darumb hat er inen den unrüebigen [unruhigen] gast geschafft.“

Hier spiegelt sich die zeitgenössische Ambivalenz zu dieser gelehrten Beschäftigung mit Alchemie wider. Froben Christoph hatte bei seinen Studien in Frankreich selbst heimlich alchemistische Experimente betrieben und sich auch entsprechende Literatur besorgt, andererseits konnte er dies mit seinen Glaubensgrundsätzen nicht vereinbaren und beendete diese Forschungen wieder. Was wir heute als Aberglauben bezeichnen, dass Geister und Gespenster heraufbeschworen werden könnten, war Überzeugung. In einem späteren Nachtrag – die Chronik blieb unvollendet – bleiben zwar noch die Glaubenszweifel, aber die Gespenstergeschichten entfallen:

„Das aber die pratik solcher kunst nit allain gottlos, sonder zum höchsten sorgclich, das ist unlaugenbar, dann sich das in der erfarnus beweist, und wissen, wie es dem weitberüempten schwarzkünstler, dem Fausto, ergangen. Derselbig ist nach vilen wunderbarlichen sachen, die er bei seinem leben geiebt, darvon auch ain besonderer tractat wer zu machen, letzstlich in der herrschaft Staufen im Preisgew in großem alter vom bösen gaist umbgebracht worden.“

Mit der zeitlichen Entfernung vom realen Ereignis wurden die Darstellungen über Fausts Leben und Sterben immer phantastischer. Das dramatische Ende Fausts kam seinen geistlichen und gelehrten Widersachern sehr entgegen. Kleriker sahen in ihm einen Gegner. Für Gelehrte und Ärzte war er ein Konkurrent, der ihnen Hörer bzw. Patienten abwarb. Eine abschließende Bewertung der historischen Faustgestalt erweist sich aufgrund der unzureichenden Quellenlage und früh einsetzenden Sagenbildung als schwierig. In der 1587 erschienenen Historia von D[oktor] Johann Fausten des Buchdruckers Johann Spies ist der historische Faust unter den sagenhaften Zutaten kaum noch zu erkennen.